# Garagoumsa
Garagoumsa ist eine Landgemeinde im Departement Takeita in Niger.

## Geographie

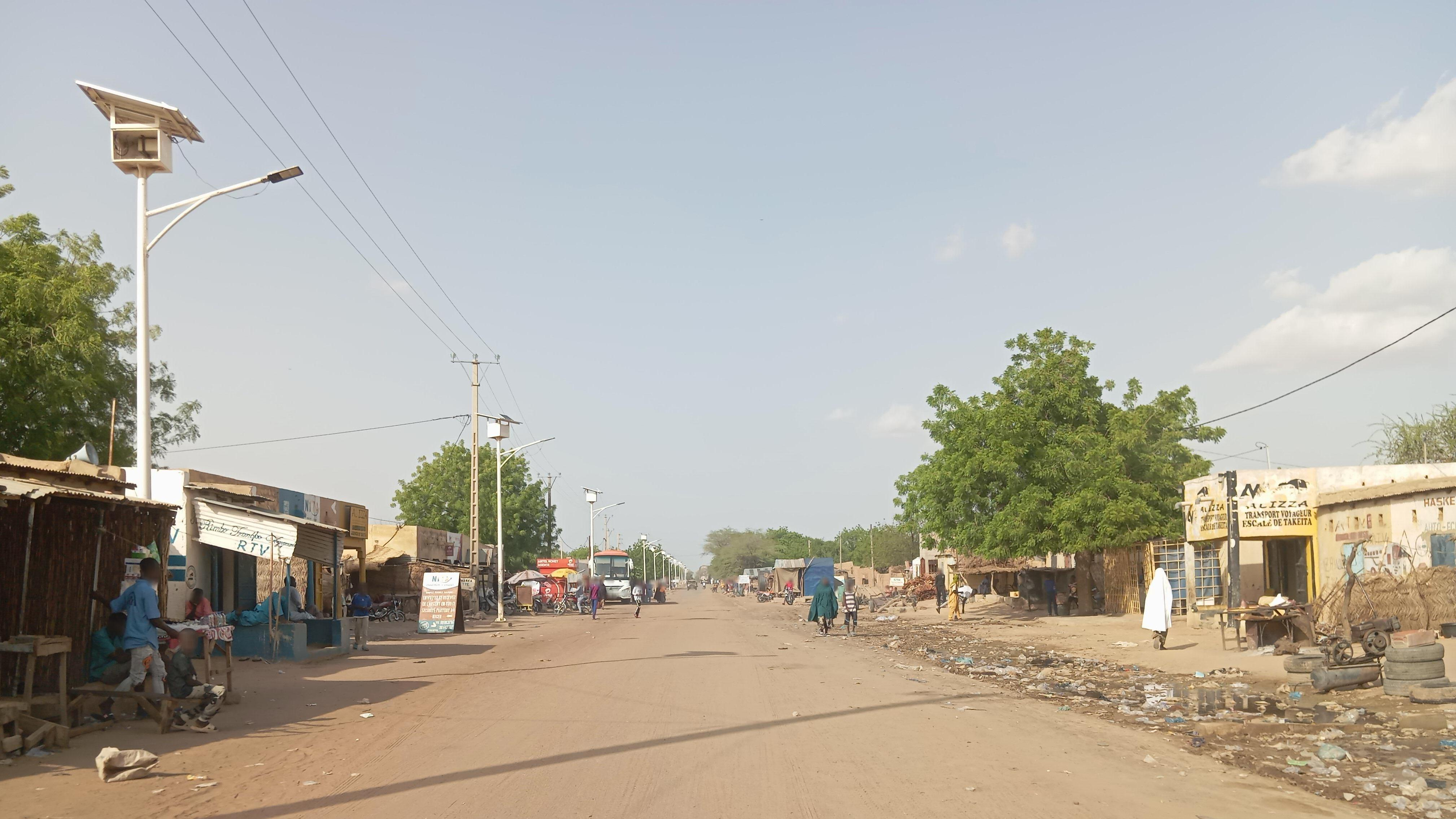
Straße im Gemeindehauptort Takeita (2024)

Garagoumsa liegt in der Sahelzone. Die Nachbargemeinden sind Ourafane im Norden, Tirmini im Osten, Ichirnawa im Südosten, Kantché im Süden, Korgom im Südwesten und Maïjirgui im Westen.
Garamoumsa ist in den urbanen Gemeindehauptort Takeita und ein ländliches Gemeindegebiet gegliedert. Bei den Siedlungen im ländlichen Gemeindegebiet handelt es sich um 41 Dörfer, 49 Weiler und 25 Lager.
Die 6.720 Hektar große Forêt classée de Takeita beim Hauptort und die 1840 Hektar große Forêt classée de Kongomé beim Dorf Kongomé sind zwei unter Naturschutz stehende Waldgebiete im Gemeindegebiet von Garagoumsa. Die Unterschutzstellung des ersten erfolgte 1950, die des zweiten 1952.

## Geschichte
In den 1920er Jahren galt die durch Garagoumsa führende und 1375 Kilometer lange Piste von Niamey nach N’Guigmi als einer der Hauptverkehrswege in der damaligen französischen Kolonie Niger. Sie war in der Trockenzeit bis Guidimouni und wieder ab Maïné-Soroa von Automobilen befahrbar. Die Märkte in den Dörfern Takeita und Koundoumaoua waren in den 1960er Jahren wichtige Umschlagplätze für Erdnüsse, dem damals bedeutendsten Exportgut Nigers. In Takeita wurde 1988 ein Verwaltungsposten (poste administratif) eingerichtet, eine von einem chef de poste administratif geleitete untere Verwaltungseinheit. Die Landgemeinde Garagoumsa ging 2002 im Zuge einer landesweiten Verwaltungsreform aus dem Kanton Garagoumsa hervor. Der Verwaltungsposten von Takeita wurde 2011 aus dem Departement Mirriah herausgelöst und zum Departement Takeita erhoben.

## Bevölkerung
Bei der Volkszählung 2012 hatte die Landgemeinde 69.028 Einwohner, die in 8.997 Haushalten lebten. Bei der Volkszählung 2001 betrug die Einwohnerzahl 45.828 in 6.525 Haushalten.
Im Hauptort lebten bei der Volkszählung 2012 8.554 Einwohner in 1.342 Haushalten, bei der Volkszählung 2001 812 in 160 Haushalten und bei der Volkszählung 1988 3.029 in 525 Haushalten.
In ethnischer Hinsicht ist die Gemeinde ein Siedlungsgebiet von Damagarawa, Iklan und der vor allem Agropastoralismus betreibenden Tuareg-Untergruppen Mikitan und Tafazarak.

## Politik
Der Gemeinderat (conseil municipal) hat 19 gewählte Mitglieder. Mit den Kommunalwahlen 2020 sind die Sitze im Gemeinderat wie folgt verteilt: 7 PNDS-Tarayya, 2 MNSD-Nassara, 2 MPR-Jamhuriya, 2 RPP-Farilla, 1 AMEN-AMIN, 1 ARD-Adaltchi Mutunchi, 1 CPR-Inganci, 1 CRPD-SULHU, 1 MPN-Kiishin Kassa und 1 RDR-Tchanji.
Jeweils ein traditioneller Ortsvorsteher (chef traditionnel) steht an der Spitze von 36 Dörfern in der Gemeinde.

## Wirtschaft und Infrastruktur

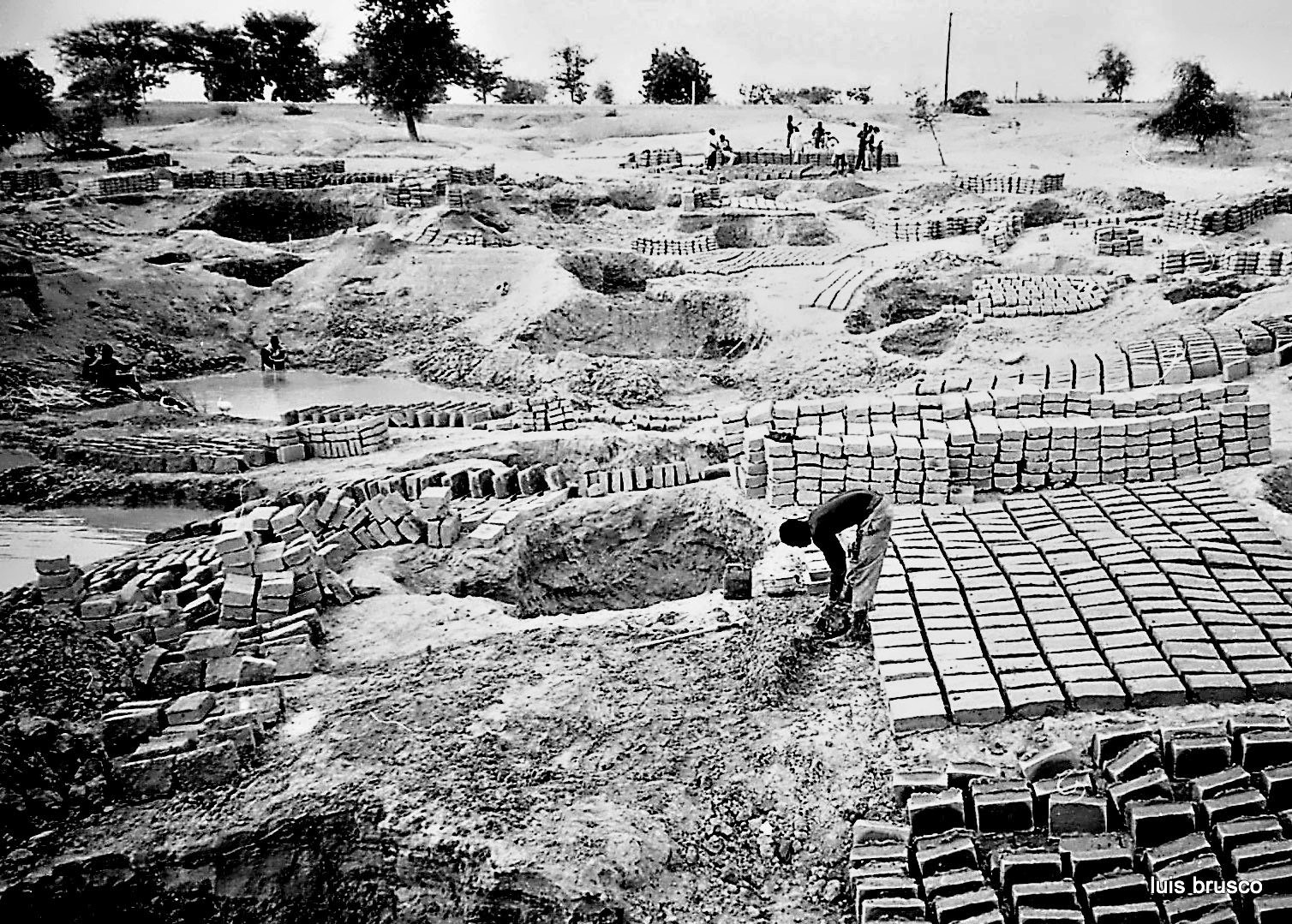
Lehmziegelherstellung in Garagoumsa (1998)

Die im Gemeindegebiet gelegene Goumda-Tambari-Talsperre beim Dorf Goumda Tambari wurde 2008 erbaut. Das staatliche Versorgungszentrum für landwirtschaftliche Betriebsmittel und Materialien (CAIMA) unterhält eine Verkaufsstelle im Hauptort Takeita.
Im Hauptort ist ein Gesundheitszentrum des Typs Centre de Santé Intégré (CSI) vorhanden. Es verfügt über ein eigenes Labor und eine Entbindungsstation. Der CEG Takeita ist eine allgemein bildende Schule der Sekundarstufe des Typs Collège d’Enseignement Général (CEG). Beim Collège d’Enseignement Technique de Takeita (CET Takeita) handelt es sich um eine technische Fachschule, beim Centre de Formation aux Métiers de Takeita (CFM Takeita) und beim Centre de Formation aux Métiers de Koundoumaoua (CFM Koundoumaoua) um Berufsausbildungszentren.
An der asphaltierten Nationalstraße 1, der längsten Fernstraße Nigers, liegen Koundoumaoua und der Gemeindehauptort. Dort beginnt die 69,8 Kilometer lange asphaltierte Nationalstraße 10, die zur Staatsgrenze mit Nigeria verläuft.